# Ка Леандри (Венеција)
Ка Леандри (итал. Ca' Leandri) је насеље у Италији у округу Венеција, региону Венето.
Према процени из 2011. у насељу је живело 42 становника. Насеље се налази на надморској висини од 1 м.